# Olympische Geschichte Burkina Fasos
| Gelbes Symbol für Goldmedaillen mit stilisierten Olympischen Ringen | Graues Symbol für Silbermedaillen mit stilisierten Olympischen Ringen | Braundes Symbol für Bronzemedaillen mit stilisierten Olympischen Ringen |
| ------------------------------------------------------------------- | --------------------------------------------------------------------- | ----------------------------------------------------------------------- |
| —                                                                   | —                                                                     | 1                                                                       |

Burkina Faso, dessen NOK, das Comité National Olympique et des Sports Burkinabè, 1965 gegründet und 1972 vom IOC anerkannt wurde, nimmt seit 1988 an Olympischen Sommerspielen teil. Schon 1972 wurde eine Delegation nach München geschickt, damals traten die Sportler unter der Bezeichnung Obervolta an. An Winterspielen nahmen bislang keine Sportler des Landes teil.

## 1972 bis 1996
1972 in München war der 100-Meter-Läufer André Bicaba der erste Olympionike seines Landes. 1976 folgte das Land dem Boykottaufruf der afrikanischen Länder und sandte keine Mannschaft zu den Spielen von Montreal. Auch den Spielen von Moskau 1980 und Los Angeles 1984 blieb man fern, allerdings folgte das Land nicht den Boykottaufrufen der USA (1980) und der Sowjetunion (1984). Das NOK konnte aus finanziellen Gründen keine Mannschaften entsenden.

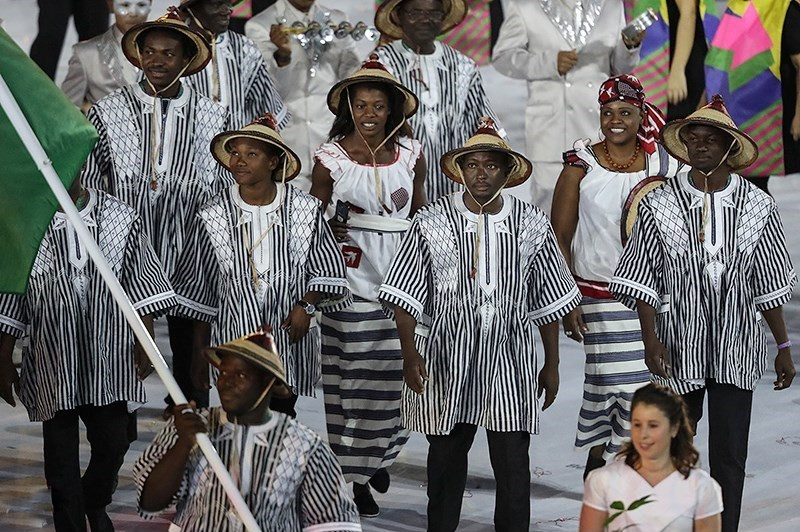
Einmarsch der Athleten 2016

1988 in Seoul trat eine Mannschaft an, die unter dem neuen Namen des Staates, Burkina Faso, in der Leichtathletik und im Boxen an den Start ging. Die Leichtathletin Mariama Ouiminga war die erste Olympionikin ihres Landes.

## Ab 2000
Auch bei den folgenden Austragungen der Olympischen Spiele blieben Teilnehmer aus Burkina Faso bis zu den Olympischen Sommerspielen 2020 in Tokio erfolglos. 2004 in Athen traten erstmals Teilnehmer im Judo und im Schwimmen an, 2008 in Peking zudem im Fechten. Bei den Olympischen Sommerspielen 2020, die aufgrund der Coronapandemie 2021 ausgetragen wurden, holte der Dreispringer Hugues Fabrice Zango mit der Bronzemedaille die erste Medaille des Landes bei Olympischen Spielen.

## Allgemeine Übersicht

### Sommerspiele
| Jahr      | Athleten           | Athleten           | Athleten           | Sportarten         | Sportarten         | Sportarten         | Sportarten         | Sportarten         | Sportarten         | Sportarten         | Medaillen          | Medaillen          | Medaillen          | Medaillen          | Medaillen          |
| Jahr      | Gesamt             |                    |                    |                    |                    |                    |                    |                    |                    |                    |                    |                    |                    | Medaillen – Gesamt | Rang               |
| --------- | ------------------ | ------------------ | ------------------ | ------------------ | ------------------ | ------------------ | ------------------ | ------------------ | ------------------ | ------------------ | ------------------ | ------------------ | ------------------ | ------------------ | ------------------ |
| 1896–1968 | nicht teilgenommen | nicht teilgenommen | nicht teilgenommen | nicht teilgenommen | nicht teilgenommen | nicht teilgenommen | nicht teilgenommen | nicht teilgenommen | nicht teilgenommen | nicht teilgenommen | nicht teilgenommen | nicht teilgenommen | nicht teilgenommen | nicht teilgenommen | nicht teilgenommen |
| 1972      | 1                  | 1                  | 0                  | 1                  |                    |                    |                    |                    |                    |                    |                    |                    |                    |                    |                    |
| 1976–1984 | nicht teilgenommen | nicht teilgenommen | nicht teilgenommen | nicht teilgenommen | nicht teilgenommen | nicht teilgenommen | nicht teilgenommen | nicht teilgenommen | nicht teilgenommen | nicht teilgenommen | nicht teilgenommen | nicht teilgenommen | nicht teilgenommen | nicht teilgenommen | nicht teilgenommen |
| 1988      | 6                  | 5                  | 1                  | 4                  | 2                  |                    |                    |                    |                    |                    |                    |                    |                    |                    |                    |
| 1992      | 4                  | 4                  | 0                  | 3                  |                    | 1                  |                    |                    |                    |                    |                    |                    |                    |                    |                    |
| 1996      | 5                  | 3                  | 2                  | 4                  | 1                  |                    |                    |                    |                    |                    |                    |                    |                    |                    |                    |
| 2000      | 4                  | 3                  | 1                  | 2                  | 1                  | 1                  |                    |                    |                    |                    |                    |                    |                    |                    |                    |
| 2004      | 5                  | 3                  | 2                  | 3                  |                    | 1                  | 1                  |                    |                    |                    |                    |                    |                    |                    |                    |
| 2008      | 6                  | 3                  | 3                  | 2                  |                    | 1                  | 2                  | 1                  |                    |                    |                    |                    |                    |                    |                    |
| 2012      | 5                  | 2                  | 3                  | 2                  |                    | 1                  | 2                  |                    |                    |                    |                    |                    |                    |                    |                    |
| 2016      | 5                  | 3                  | 2                  | 2                  |                    | 1                  | 2                  |                    |                    |                    |                    |                    |                    |                    |                    |
| 2020      | 7                  | 5                  | 2                  | 2                  |                    | 1                  | 2                  |                    | 1                  | 1                  |                    |                    | 1                  | 1                  |                    |
| 2024      | 8                  | 5                  | 3                  | 2                  |                    | 1                  | 2                  |                    | 2                  | 1                  |                    |                    |                    |                    |                    |
| Gesamt    | Gesamt             | Gesamt             | Gesamt             | Gesamt             | Gesamt             | Gesamt             | Gesamt             | Gesamt             | Gesamt             | Gesamt             | 0                  | 0                  | 1                  | 1                  | -                  |

### Winterspiele
| Jahr      | Athleten           | Athleten           | Athleten           | Flaggenträger      | Sportarten         | Medaillen          | Medaillen          | Medaillen          | Medaillen          | Medaillen          |
| Jahr      | Gesamt             |                    |                    | Flaggenträger      | Sportarten         |                    |                    |                    | Medaillen – Gesamt | Rang               |
| --------- | ------------------ | ------------------ | ------------------ | ------------------ | ------------------ | ------------------ | ------------------ | ------------------ | ------------------ | ------------------ |
| 1924–2022 | nicht teilgenommen | nicht teilgenommen | nicht teilgenommen | nicht teilgenommen | nicht teilgenommen | nicht teilgenommen | nicht teilgenommen | nicht teilgenommen | nicht teilgenommen | nicht teilgenommen |
| Gesamt    | Gesamt             | Gesamt             | Gesamt             | Gesamt             | Gesamt             | 0                  | 0                  | 0                  | 0                  | -                  |

## Medaillengewinner

### Goldmedaillen
Bislang (Stand August 2024) keine Medaillengewinner

### Silbermedaillen
Bislang (Stand August 2024) keine Medaillengewinner

### Bronzemedaillen
| Name                 | Spiele     | Sportart       | Disziplin  | Anmerkung              |
| -------------------- | ---------- | -------------- | ---------- | ---------------------- |
| Hugues Fabrice Zango | 2020 Tokio | Leichtathletik | Dreisprung | erster Medaillengewinn |

## Medaillen nach Sportart
| Sportart       | Gold | Silber | Bronze | Gesamt |
| Leichtathletik | 0    | 0      | 1      | 1      |
| Gesamt         | 0    | 0      | 1      | 1      |